# St. Heinrich (Durbach)

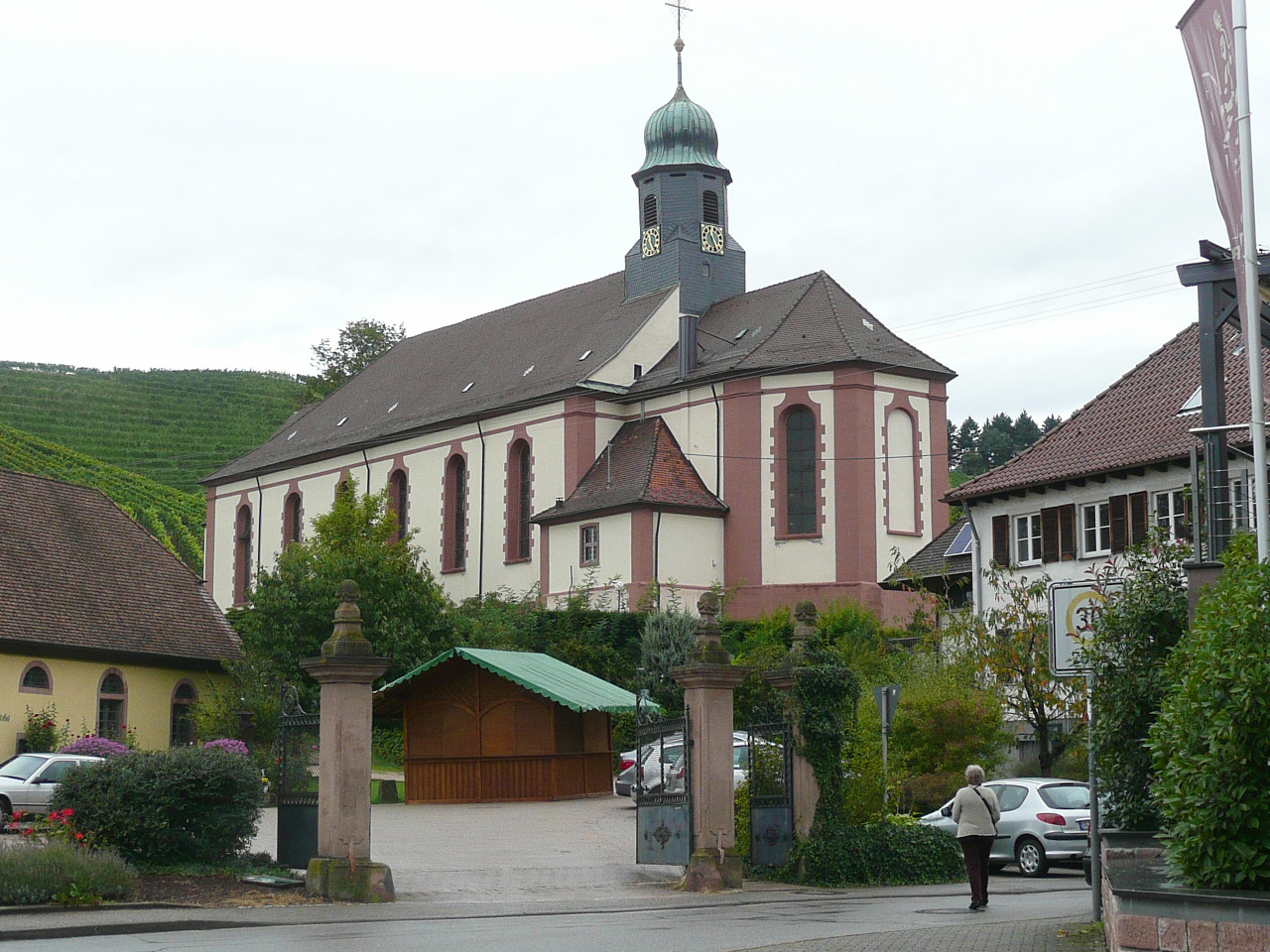
St. Heinrich in Durbach

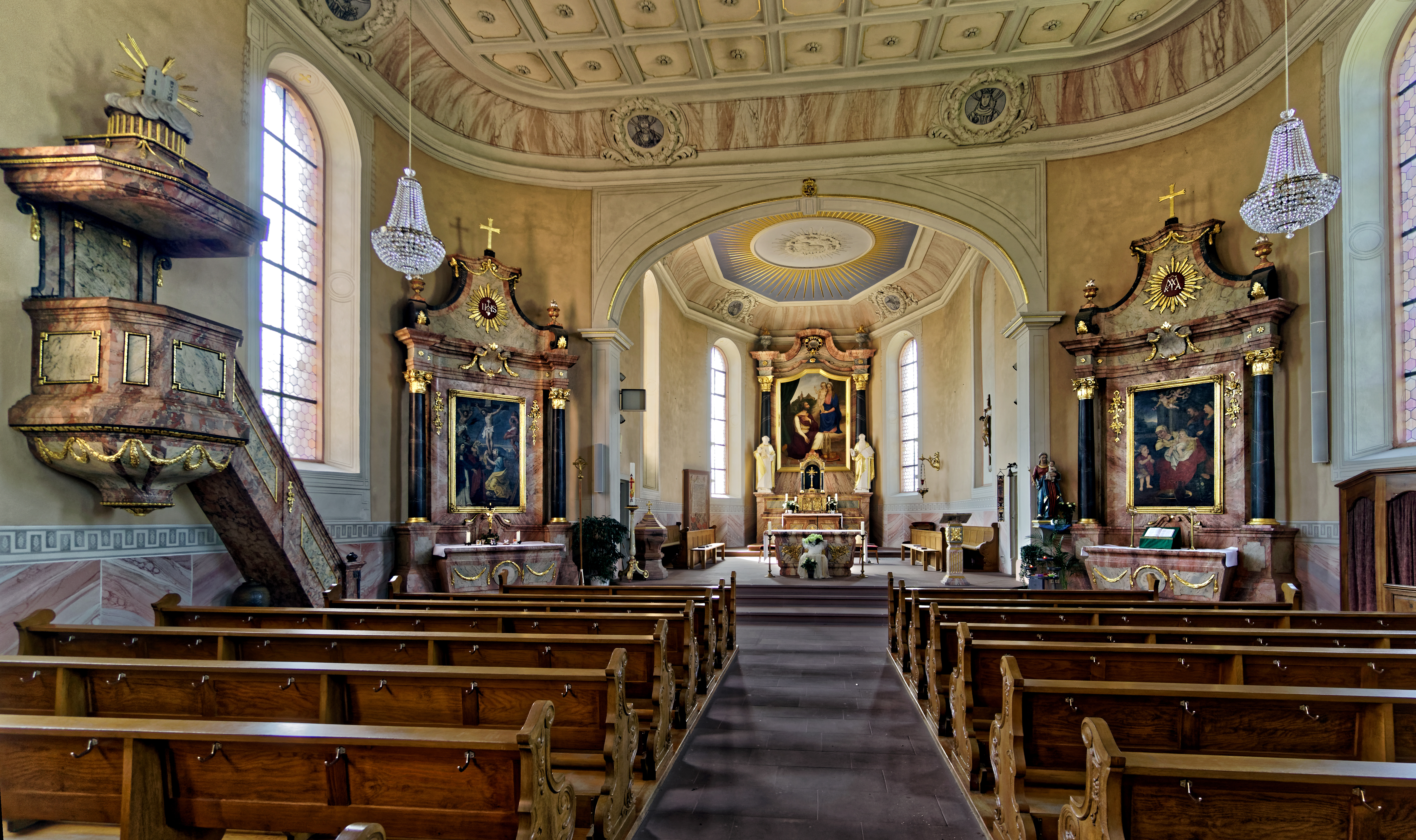
Innenansicht

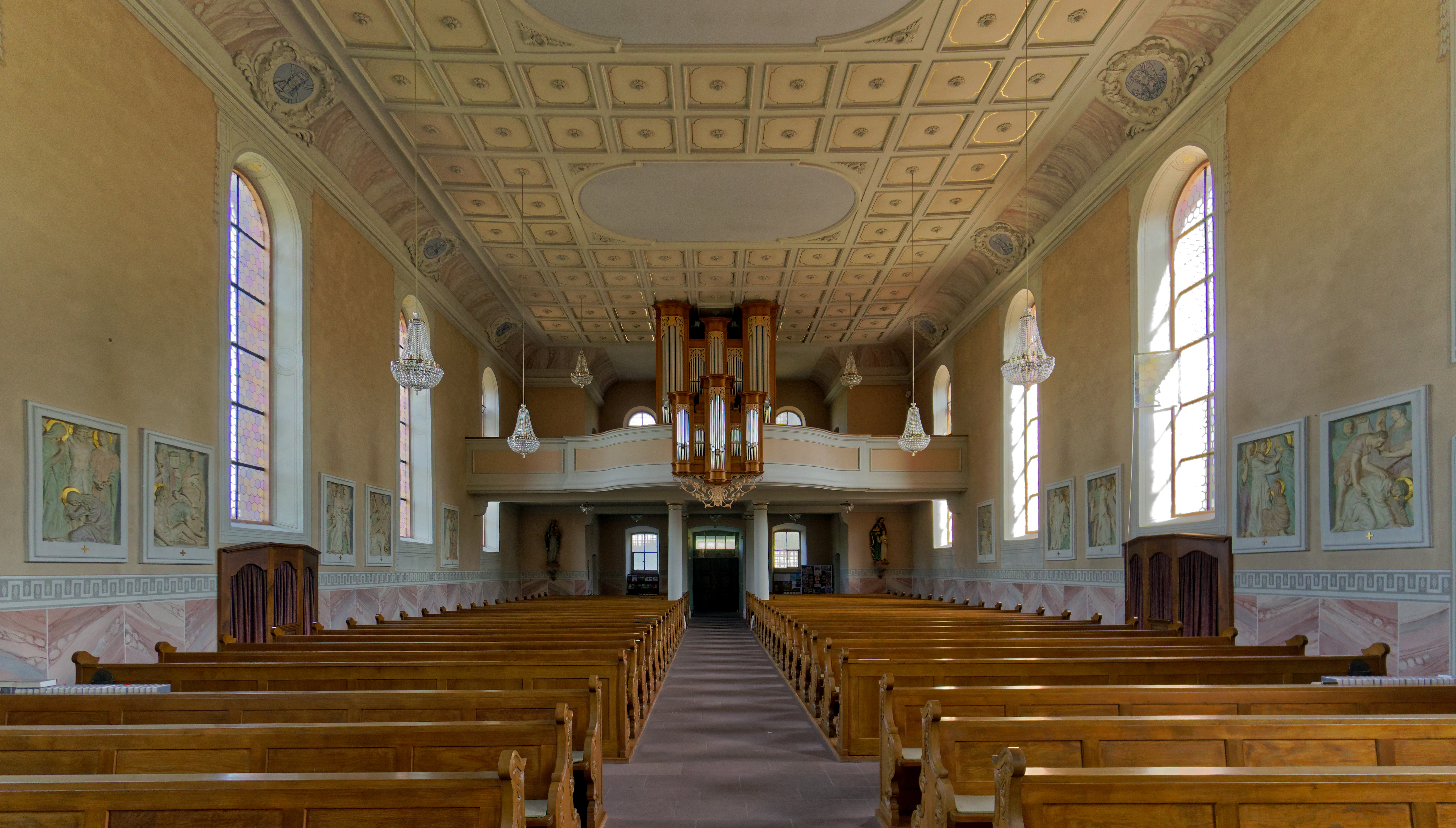
Blick zur Orgelempore

Die römisch-katholische Pfarrkirche St. Heinrich steht in Durbach, einer Gemeinde im Ortenaukreis in Baden-Württemberg. Die Pfarrei gehört seit der Dekanatsreform am 1. Januar 2008 zum Dekanat Offenburg-Kinzigtal des Erzbistums Freiburg und zudem zur Seelsorgeeinheit Appenweier-Durbach. Das Denkmal ist nach dem baden-württembergischen Denkmalschutzgesetzes beim Landesamt für Denkmalpflege Baden-Württemberg eingetragen.

## Beschreibung
Die Saalkirche wurde 1790 errichtet und 1922 nach einem Entwurf von Johannes Schroth umgebaut und erweitert. Sie besteht aus einem Langhaus mit sechs Fensterachsen, einem eingezogenen, dreiseitig geschlossenen Chor im Südosten und der Sakristei an seiner Südwestwand. Aus dem Satteldach des Langhauses erhebt sich neben dem Chor ein quadratischer Dachreiter, dessen achteckiger Aufsatz die Turmuhr und den Glockenstuhl mit vier Kirchenglocken beherbergt, auf dem eine Zwiebelhaube sitzt. 
Der Innenraum des Langhauses ist mit einer Flachdecke überspannt. Zur Kirchenausstattung gehört ein Hochaltar, dessen Altarretabel in nazarenischer Kunstrichtung bemalt ist. 
Die Orgel auf der Empore im hinteren Teil der Kirche wurde 1996 als Opus 9 von der Orgelbau Matz & Luge gebaut. Ihre 30 Register sind auf drei Manuale und Pedal verteilt.
Im Dachreiter hängen drei Kirchenglocken aus Bronze, die 1949 von der Glockengießerei Rincker aus dem hessischen Sinn gegossen wurden. Sie wiegen 470, 280 und 200 Kilogramm und klingen auf die Schlagtöne a′ – c″ – d″.